# Lamborghini Diablo
Pour les articles homonymes, voir Diablo.
 (mars 2013).
Si vous disposez d'ouvrages ou d'articles de référence ou si vous connaissez des sites web de qualité traitant du thème abordé ici, merci de compléter l'article en donnant les références utiles à sa vérifiabilité et en les liant à la section « Notes et références ».
La Lamborghini Diablo est une supercar des années 1990 conçue par le constructeur automobile italien Lamborghini. Commercialisée en janvier 1990, elle succède à la légendaire Lamborghini Countach après seize ans de carrière et 2 200 exemplaires produits.

## Historique
L'étude de la Diablo remonte à 1985, lorsque le constructeur décide de remplacer son modèle phare, la supercar Countach, un des véhicules de sport les plus emblématiques des années 1970-1980. Dessinée par le designer italien Marcello Gandini du Centre de Style Bertone, la Diablo est la seule Lamborghini née sous l'ère Chrysler, devenue société-mère de Lamborghini en 1987. La direction générale de Chrysler fait retoucher « très légèrement » les plans de la carrosserie par le Chrysler Styling Center, ce qui explique que le modèle est resté en gestation pendant presque cinq ans.
Son nom, « Diablo », comme le veut la tradition instaurée par le créateur Ferruccio Lamborghini, fait référence à un taureau. Il est lié à El Diablo (« le Diable » en français), un taureau élevé par le duc de Veragua qui a mené un combat épique face à José Lara Jiménez, dit « El Chicorro », le 11 juillet 1869 dans l'arène de Madrid.
Les caractéristiques de la Diablo sont un châssis et une carrosserie en aluminium, un moteur V12 de 5,7 L de cylindrée, 492 chevaux, couple de 580 N m à 5 500 tr/min et une transmission intégrale, le tout pour un poids de 1 600 kg à vide. Avec 325 km/h, elle relève le défi de devenir la supercar la plus rapide du monde au début des années 1990, devant la Ferrari F40 et la Porsche 959.
La Lamborghini Diablo a été produite à 3 000 exemplaires entre 1990 et 2001.

## Versions

### Diablo (1990-1994)
Présentée au mois de janvier 1990 à Monaco et au salon de Détroit aux États-Unis, la Diablo est immédiatement commercialisée.
Le dessin originel signé Gandini, jugé un peu trop agressif par le management de Chrysler, est repris par le centre de style du constructeur américain. À ce même moment, Gandini se voit proposer le dessin d'une future supercar, la Cizeta-Moroder V16T, produite en Italie puis plus tard en Californie. Gandini, n'appréciant pas que le dessin d'origine de la Diablo soit retouché par Chrysler, décide de l'appliquer à la future Cizeta. La Cizeta V16T est présentée au public en 1988, deux ans avant la Diablo, ce qui a pour effet de précipiter la production de la Lamborghini. Cette précipitation a des conséquences sur la fiabilité de l'embrayage et la finition des premiers modèles de Lamborghini Diablo, problèmes corrigés dès 1992[réf. nécessaire].
Le moteur Lamborghini V12 de 5,7 litres de cylindrée avec quatre soupapes par cylindre et deux arbres à cames en tête est la dernière évolution de celui utilisé sur la dernière série de Countach. Comme la Countach, c'est une propulsion à moteur en position centrale longitudinale.
Caractéristiques techniques :
- Nombre de cylindres : 12 en V à 60°
- Alésage et course : 87 x 80 mm
- Cylindrée totale : 5 707 cm3
- Taux de compression : 10:1
- Puissance maximale : 361 kW - 492 ch  à 6 800 tr/min
- Couple : 580 N m (59 kgm) à 5 200 tr/min.

La Diablo passe de 0 à 100 km/h en 4 secondes et atteint la vitesse maximale de 325 km/h.
Les premières Diablo disposent d'un équipement de série réduit au strict nécessaire : radio cassettes avec lecteur CD en option, commande de vitres manuelle, sièges réglables avec contrôle manuel, mais surtout, pour ne pas alourdir la voiture, aucun système ABS sur les freins et pas d'ESP. Sont proposés en option la climatisation, le siège du pilote sur mesure, un aileron arrière, un ensemble de valises et une montre Breguet assortie. Les autres points caractéristiques de la première série sont les rétroviseurs non assortis à la peinture de la carrosserie, le pare-chocs avant sans prise d'air et le tableau de bord de grandes dimensions, placé très haut par rapport au pilote et qui, dans le cas de personnes de petite taille, peut présenter un manque de visibilité.

### Diablo Roadster Concept (1992)

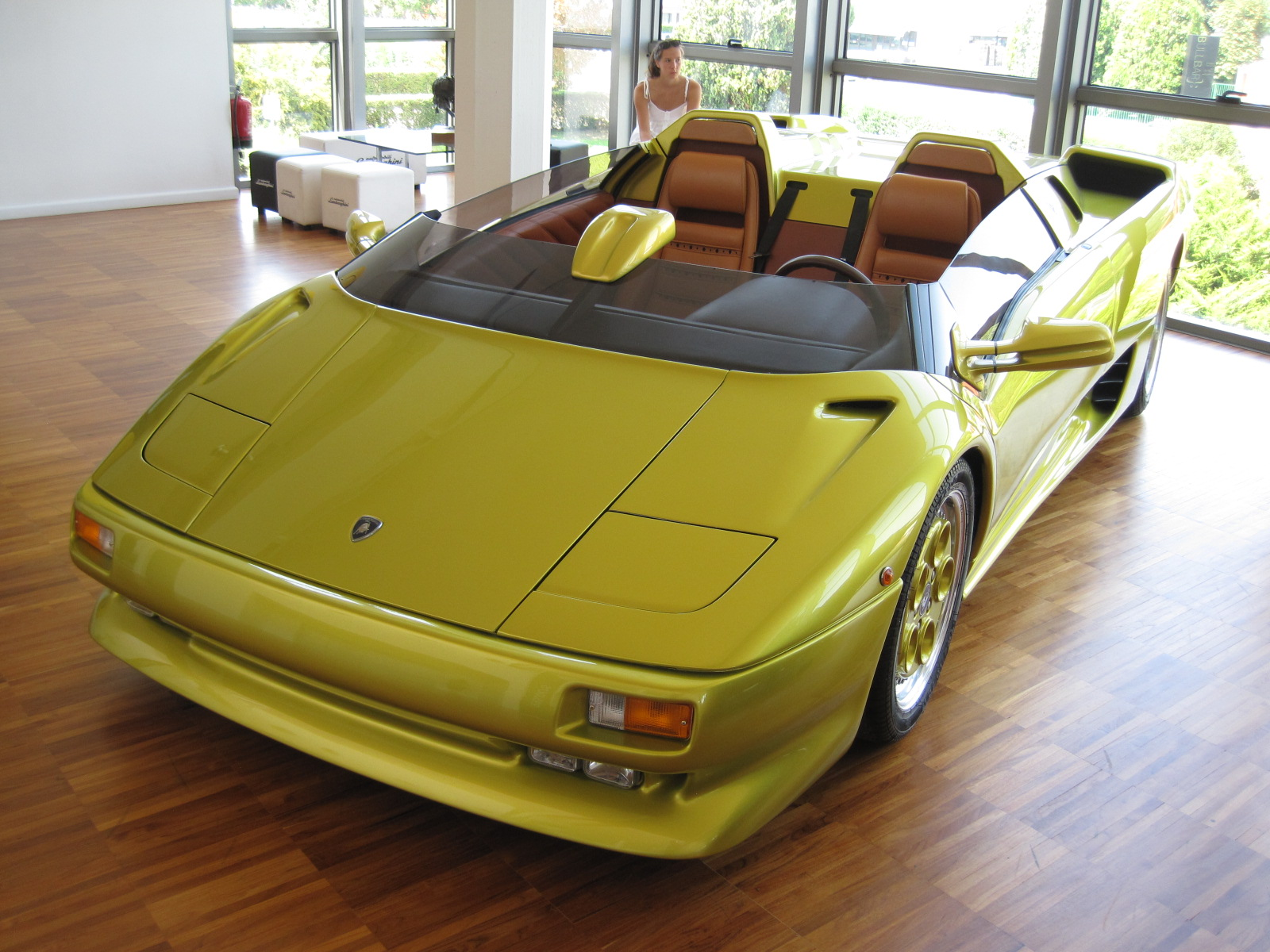
La Diablo Roadster Concept au Musée Lamborghini, à Sant'Agata Bolognese.

Présentée au salon international de l’automobile de Genève en 1992, la Diablo Roadster Concept proposait une version décapotable du célèbre modèle. Pour l’occasion, le toit avait été retiré et remplacé par une visière raccourcie, s’étendant jusqu’aux portières, adoptant ainsi un design « barchetta » (barquette). Afin de compenser l’absence de toit, le châssis a été renforcé, et le véhicule intégrait plusieurs éléments inédits, dont certains furent repris dans les versions ultérieures de la Diablo. Parmi ces innovations figuraient des prises d’air élargies près de l’aileron arrière et sur les flancs pour optimiser le refroidissement du moteur, un rétroviseur intégré à la visière, des arceaux de sécurité derrière les sièges, des jantes assorties à la carrosserie et un capot moteur distinctif doté d’un tunnel central favorisant l’aérodynamisme au-dessus du rétroviseur. Malgré l’absence de toit, les emblématiques portes en élytre avaient été conservées. L’intérieur, quant à lui, bénéficiait d’une ergonomie améliorée et d’une finition bicolore beige exclusive.
Ce concept a suscité un engouement considérable auprès du public et une forte demande de la part des clients. Toutefois, Lamborghini n’ayant pas prévu sa production, le préparateur allemand Koenig Specials, avec l’accord de la marque, a réalisé des répliques pour certains propriétaires. Ces modèles se distinguaient du concept original par des pare-chocs avant et arrière redessinés, ainsi que des roues spécifiques, afin de respecter les droits d’auteur. Ils bénéficiaient également d’un moteur optimisé. Cependant, à la demande de Lamborghini, cette conversion a été interrompue après le lancement officiel de la VT Roadster en 1995.

### Diablo VT1resérie(1993-1998) et Diablo VT Roadster1resérie(1995-1998)

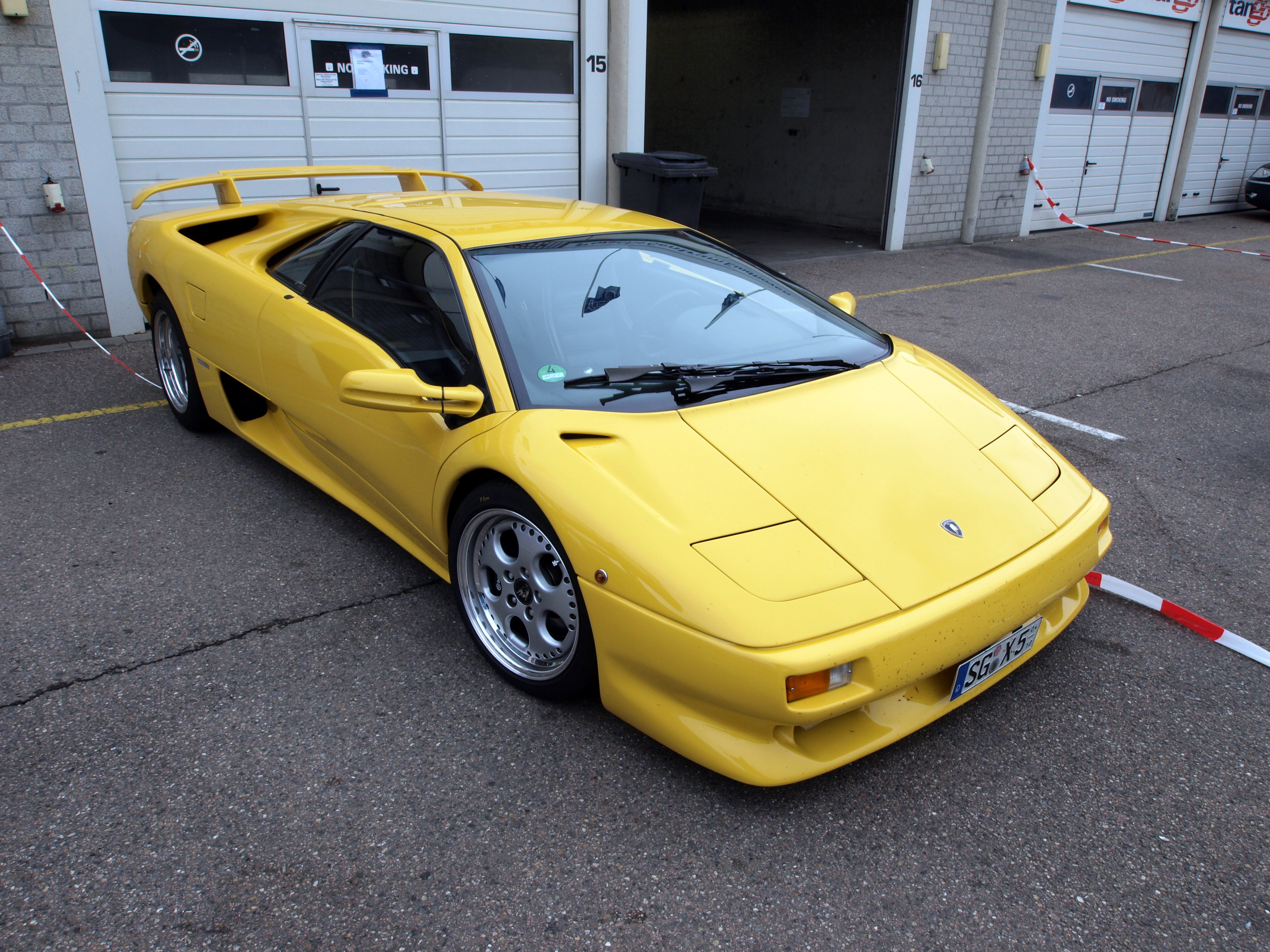
Diablo VT.

Après trois années d'améliorations constantes du modèle d'origine, en 1993, pour satisfaire les demandes de la clientèle, le constructeur décide de lancer une nouvelle version plus sophistiquée : la Diablo VT (pour « Viscous Traction »). Sur la base de la plate-forme initiale, les ingénieurs de Lamborghini ajoutent un système de transmission intégrale, un nouveau système de freinage à quatre pistons Brembo et une nouvelle suspension gérée par ordinateur à cinq sélections au choix du conducteur, avec des amortisseurs électroniques Koni. Pour augmenter la souplesse de conduite, un nouvel embrayage et servo-frein font leur apparition. L'intérieur est entièrement revu et la planche de bord complètement nouvelle. D'autres modifications mineures sont à signaler comme la climatisation, les rétroviseurs désormais dans la teinte de la carrosserie, l'apparition de prises d'air dans le pare-chocs avant quant à elles, illustrent la transmission intégrale, sous les feux anti-brouillard, et de nouveaux pneumatiques plus étroits à l'avant, des 235/40 ZR18 tandis que le train arrière reste en 335/30 ZR18, plus adaptés à la traction permanente. Le système ABS n'est toujours pas disponible.
Au salon international de l'automobile de Genève en mars 1992, Lamborghini présente un concept car en version « open air » directement dérivé de la berlinette. L'accueil du public est très positif, mais il faut attendre trois ans pour que ce nouveau modèle soit lancé sur le marché sous le nom de Diablo VT Roadster. Les principales différences par rapport au coupé ne concernent pas la mécanique mais uniquement le toit ouvrant en fibres de carbone, un nouveau dessin du pare-chocs avant et un capot moteur profondément modifié sur les flancs.

### Diablo SE 30 (1993)

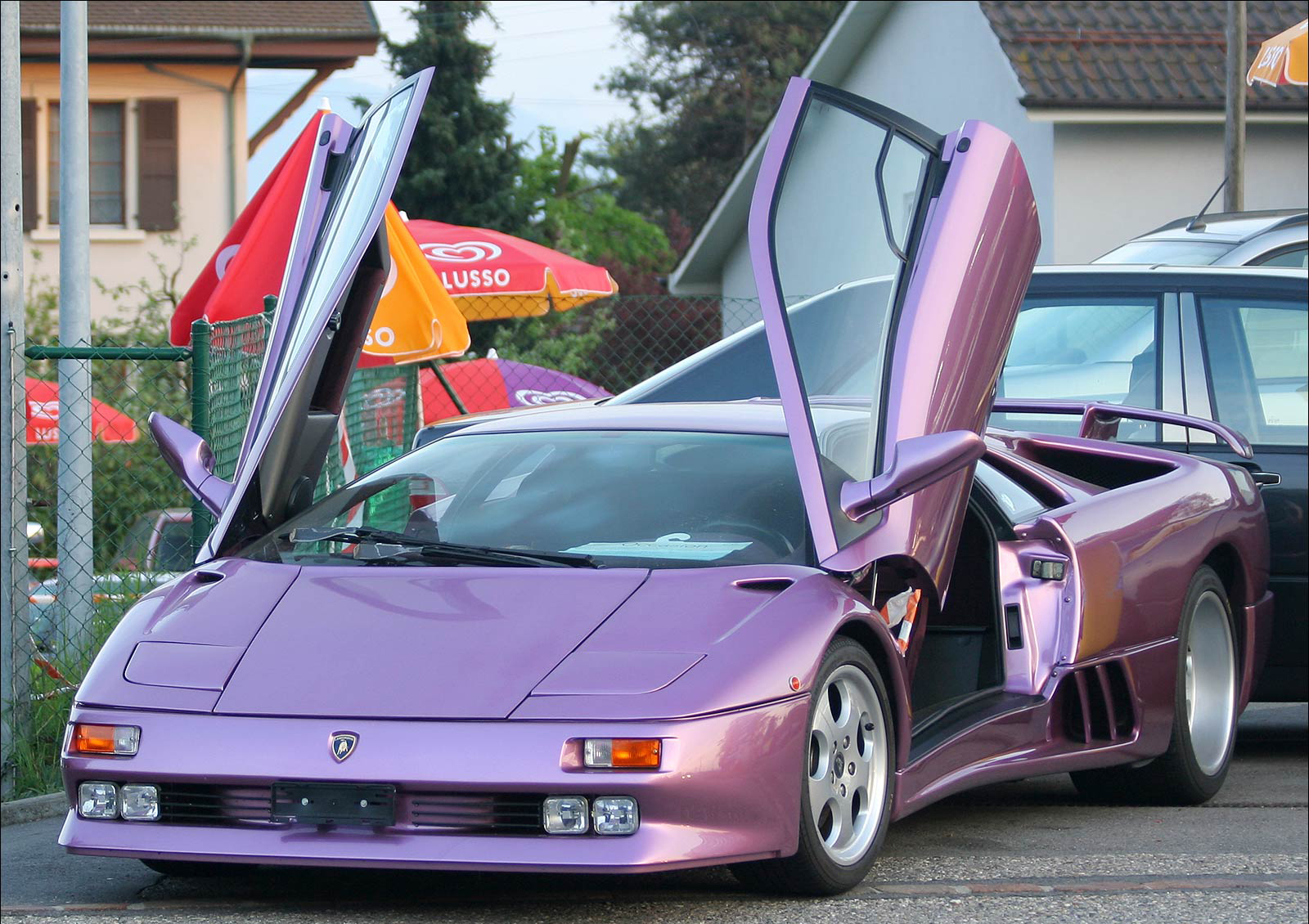
Une Lamborghini Diablo SE 30.

Pour célébrer le trentième anniversaire de sa création, en 1993, le constructeur de Sant'Agata Bolognese lance un modèle spécial à production limitée.
La Diablo SE 30 Special Edition est conçue pour la piste et équipée d'un moteur V12 poussé à 525 ch à 7 000 tr/min. La voiture a perdu 125 kg par l'élimination de la plupart de ses équipements de série, comme la chaîne stéréo et la climatisation ; elle se retrouve également sans isolation phonique. Les sièges sont remplacés par une enveloppe en carbone et les vitrages par du plexiglas. Le système de gestion électronique des suspensions est aussi éliminé et remplacé par un système de contrôle des barres de torsion dont la rigidité peut être facilement réglée par le pilote. Les autres modifications concernent l'aileron arrière, les pare-chocs sportifs, le capot moteur avec les prises d'air incorporées, un nouveau volant sport échancré sur le bas, fait son apparition et les freins à disques voient leurs tailles augmentées.
Sur 150 exemplaires numérotés produits, 28 ont eu un nouveau moteur de 5 707 cm3 installé dont la puissance est portée à 580 ch grâce à un nouvel échappement spécial course. Ces modèles portent le nom de Jota (« J » en espagnol), en référence à l'appendice J des règles de la FIA qui décrivait les spécifications des voitures de course. La Diablo SE 30 est notamment connue pour sa couleur violette, spécifique à cette édition.

### Diablo SV1resérie(1995-1998)

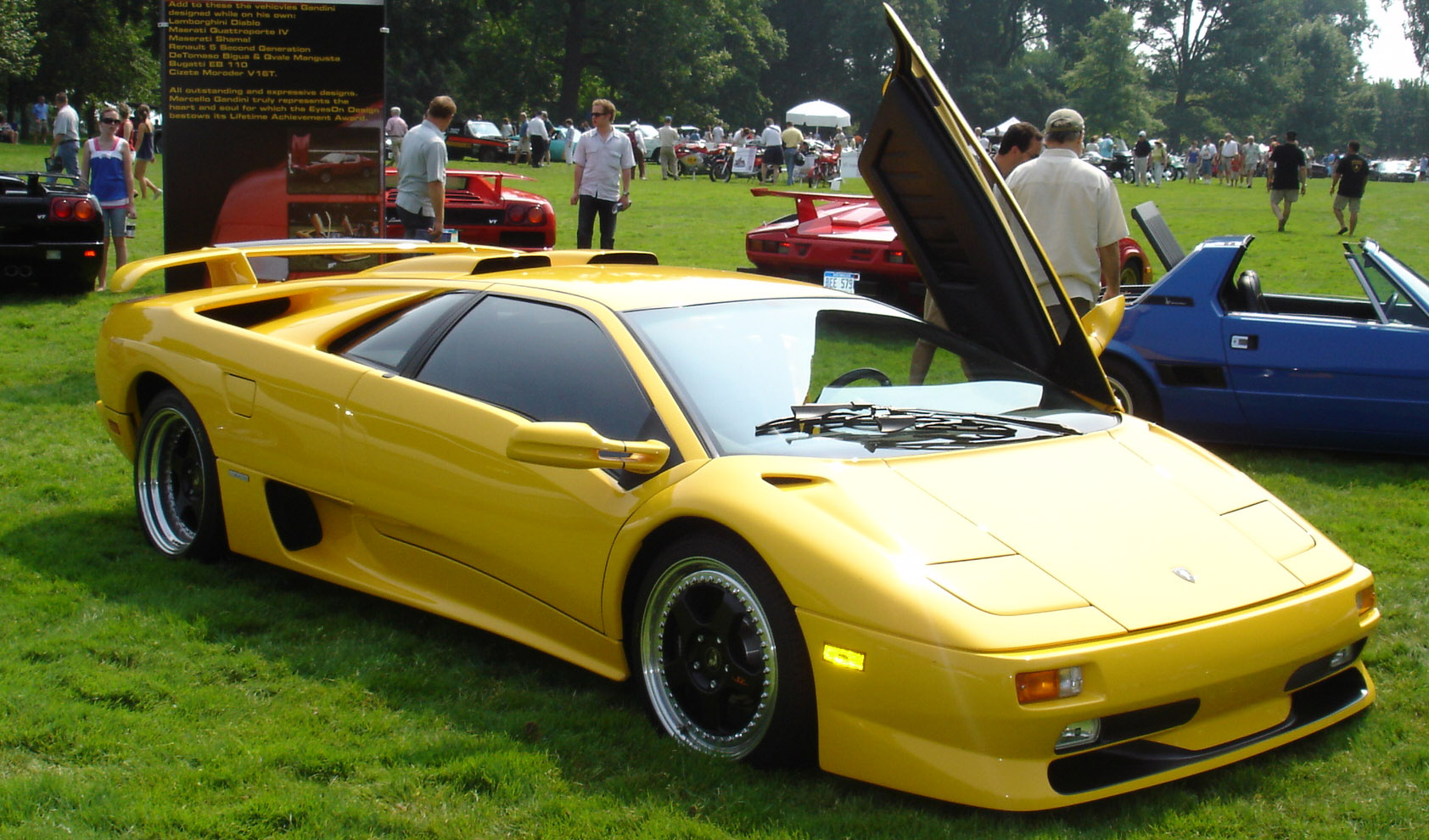
Une Diablo SV Coupé.

En 1995, un nouveau modèle vient enrichir la gamme Diablo, la Diablo SV (pour « Super Veloce », « super rapide » en français). Cette version à simple propulsion et suspensions mécaniques, est équipée d'une mise à jour du moteur V12 développant une puissance de 520 ch. Les caractéristiques propres à ce modèle sont les jantes arrière de 18 pouces, les freins voient leurs tailles encore augmentées, l'instrumentation de bord est revue et l'aileron arrière devient réglable. À partir de 1998, les phares avant rétractables sont remplacés par des phares traditionnels sous plexiglas, emprunté à la Nissan 300ZX. La particularité la plus visible de ce modèle reste l'énorme « SV » qui orne le flanc des voitures et qui pouvait être supprimé sur demande à la commande.
En 1998, la société allemande de préparation automobile Auto König commercialise une variante appelée Diablo SVS avec de nouvelles modifications aux suspensions et des freins encore plus puissants. Elle est dotée de deux turbocompresseurs qui portent la puissance à plus de 800 ch.

### Diablo SV Roadster (1998)
En 1998, Lamborghini souhaitait enrichir sa gamme de Diablo décapotables en développant une version à propulsion de la Diablo VT Roadster. Ce modèle, baptisé Diablo SV Roadster, associait les performances mécaniques de la Diablo SV à la conception ouverte de la Diablo VT Roadster. Visuellement, la voiture conservait les éléments distinctifs de la SV, notamment son pare-chocs avant caractéristique, ses jupes latérales, son imposant aileron arrière et ses feux arrière repositionnés. Sous le capot, elle affichait la même puissance que le coupé SV, soit 530 ch.
Lamborghini ne construisit qu’un seul prototype avant d’abandonner le projet, principalement en raison des difficultés financières de l’entreprise et du faible intérêt commercial pour cette déclinaison. Cependant, lorsque Emanuele Conforti, distributeur milanais de la marque, apprit l’existence de ce modèle, il sollicita Vittorio di Capua, alors PDG de Lamborghini, pour en commander un exemplaire. Cette demande aboutit à la production d’une seconde unité, achevée le 6 avril 1998, revêtue de la teinte Giallo Orion (jaune) et arborant les emblématiques autocollants « SV » sur ses flancs. Numérotée WLA12960, cette voiture porta le nombre total d’exemplaires à deux, faisant de la Diablo SV Roadster la Lamborghini de série la plus rare jamais produite,.

### Diablo VT2esérie(1999) - Diablo VT Roadster2esérie(1999)

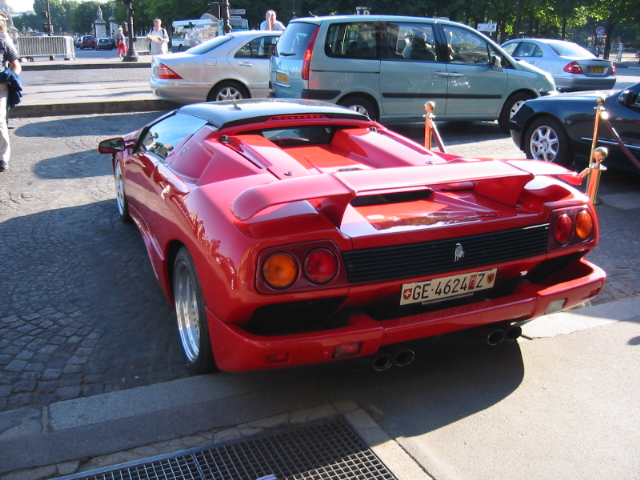
Diablo VT Roadster devant le Crillon à Paris, en 2003.

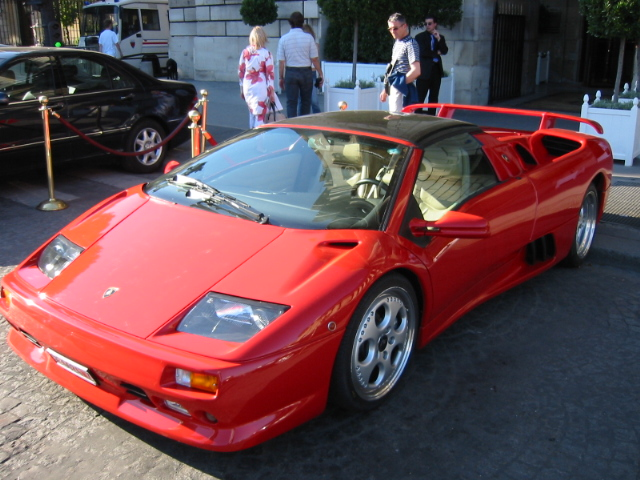
Diablo VT Roadster devant le Crillon à Paris, en 2003.

La seconde série des VT Coupé et VT Roadster est surtout une mise à jour esthétique : le modèle adopte les phares classiques de la Spinto Veloce et des jantes de 18 pouces. L'aménagement intérieur est revu entièrement. La partie mécanique voit l'apparition de l'ABS, le moteur V12 de 5,7 litres développe maintenant 530 ch et dispose de la technologie de soupapes à variateur de phase - VVT - (comme sur les Alfa Romeo depuis la 75) pour améliorer le rendement quel que soit le régime, avec une réduction sensible de la consommation et des rejets polluants. L'accélération s'en retrouve améliorée avec un temps de 0–100 km/h qui passe sous la barre des quatre secondes.
Lamborghini suspend la fabrication de cette version VT après seulement un an de production.

### Diablo SV2esérie(1999)

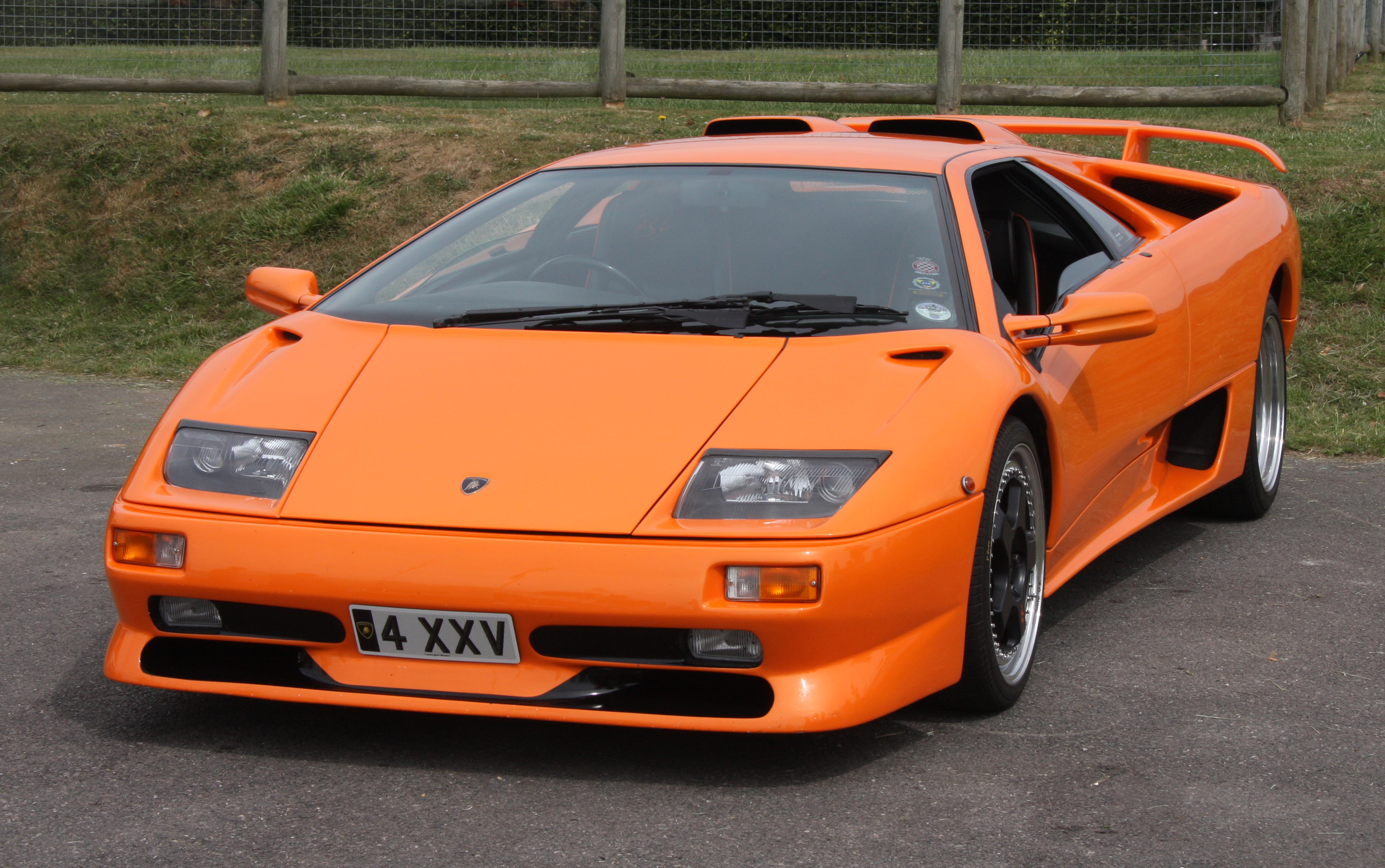
Diablo SV.

Comme pour les versions VT Coupé et VT Roadster, la Super Veloce seconde série ne reçoit que des retouches esthétiques : phares traditionnels, nouvelles jantes de 18 pouces, freins avec ABS et nouveau moteur de 530 ch avec technologie VVT.
Comme la VT seconde série, la SV seconde série n'est fabriquée que durant l'année 1999.

### Diablo GT (1999)

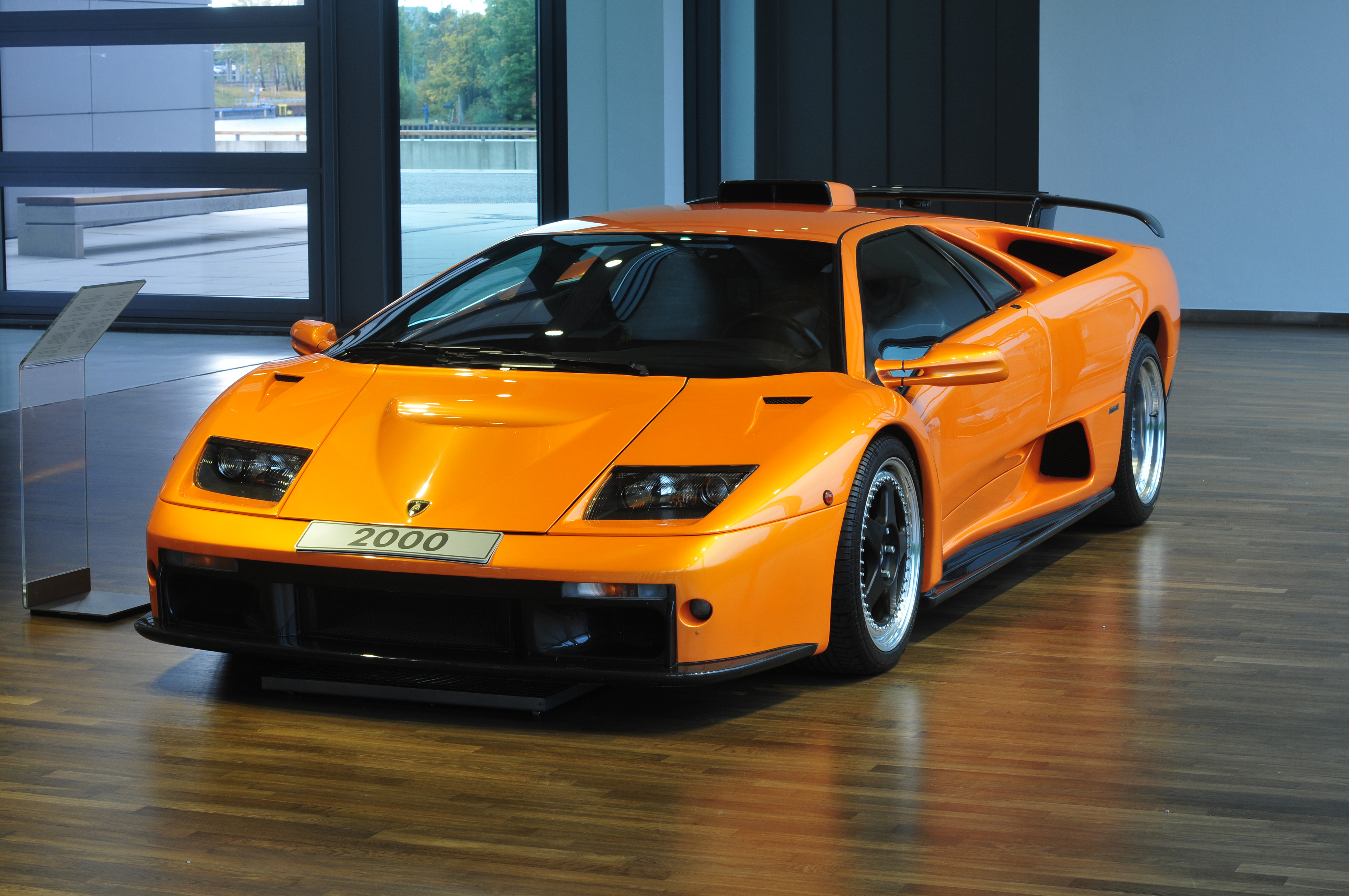
Une Lamborghini Diablo GT.

Si la version Super Veloce est déjà une voiture prête pour la course, la Diablo GT repousse encore ses limites.
Son projet découle d'un prototype appelé GT1, spécialement développé pour les courses d'endurance, mais qui ne courut jamais. Ce modèle à propulsion arrière disposait d'un châssis intégralement en carbone avec un toit en aluminium. Le modèle GT fut produit à 80 exemplaires et commercialisé uniquement en Europe. Équipé de la nouvelle génération du V12 de 5 992 cm3 de cylindrée, son moteur développe une puissance de 575 ch (423 kW) à 7 300 tr/min avec un couple de 630 N m (64 kgm) à 5 500 tr/min, qui lui confère une vitesse de pointe record de 340 km/h avec un temps au 0 à 100 km/h d'à peine 3,9 secondes. Ces prestations deviennent alors les nouvelles références de la catégorie.
Les modifications aérodynamiques comprennent un nouveau dessin du pare-chocs avant et une prise d'air de grande dimension sur le capot, déjà adoptée sur la SE 30 Jota, et un profilé d'extraction d'air modifié sous le plancher de la voiture. L'aménagement intérieur, particulièrement bien traité, est recouvert de cuir et alcantara avec des inserts en fibre de carbone, un volant sportif de plus petit diamètre et des sièges de course avec des ceintures à quatre points d'ancrage. La climatisation et le système GPS avec grand écran sur la console centrale couplé à une caméra de recul placée sous le pare-chocs arrière complètent la dotation.

### Diablo VT 6.0 (Diablo VT3esérie, 2000 - 2001)

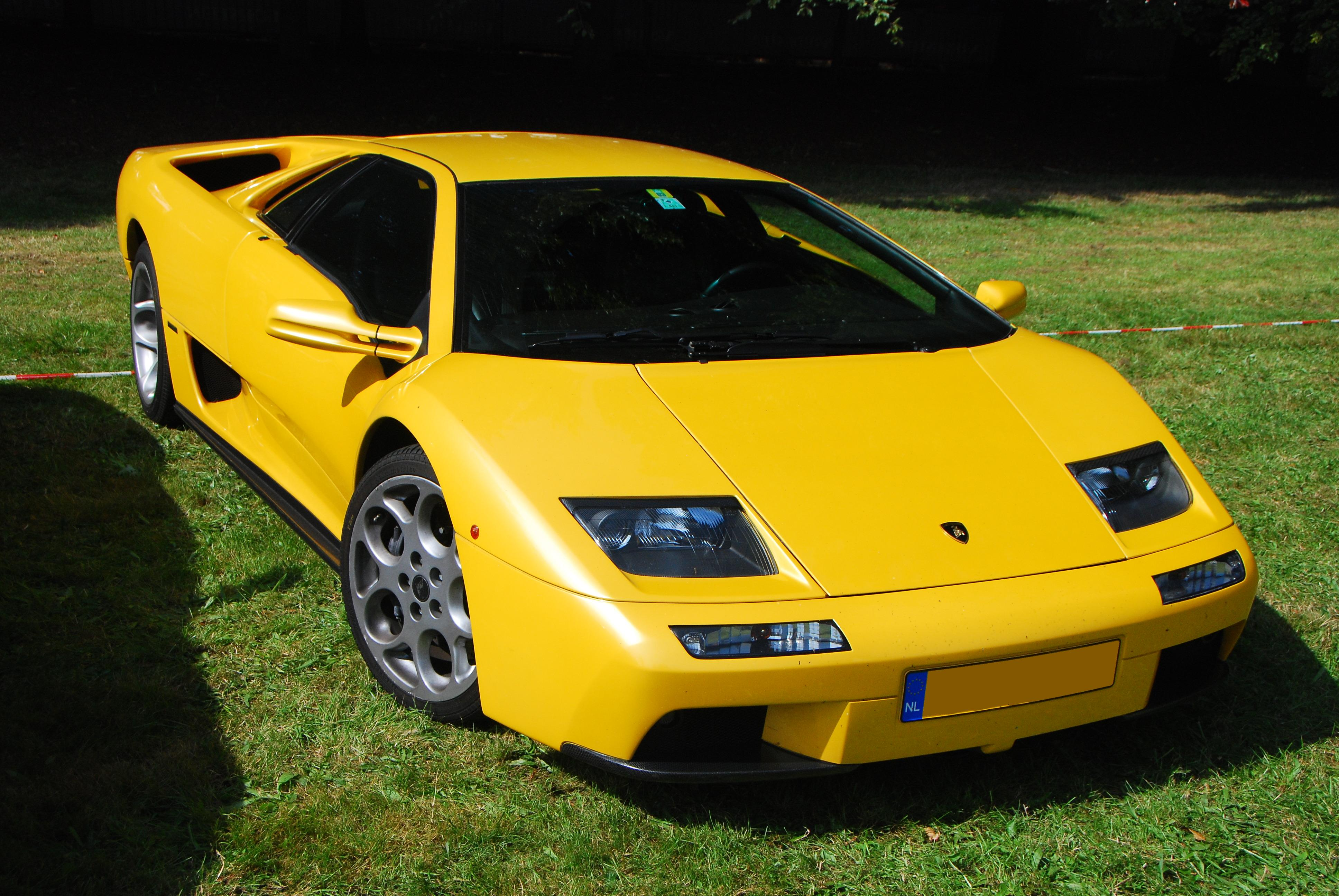
Diablo VT 6.0.

Après le rachat de Lamborghini par Audi AG en 1998, tous les nouveaux projets en cours de mise au point et déjà terminés sont gelés. Cela concerne aussi le modèle qui devait remplacer la Diablo : la direction d'Audi préféra exploiter à fond le potentiel de cette supercar.
La Diablo VT 6.0 est la première et la dernière véritable restylage mais qui, en réalité, est plus qu'une simple mise à jour esthétique du modèle existant. En effet, à la suite du rachat de Lamborghini par Volkswagen, le dessin de la future remplaçante de la Diablo est jugé non conforme aux standards du constructeur allemand. Les parties châssis et mécanique, par contre, sont jugés excellentes. Afin de trouver le temps de redessiner la future Lamborghini V12, Volkswagen décide d'adapter une carrosserie de Diablo sur le châssis de ce qui sera la Lamborghini Murciélago. La Diablo 6 L est donc une Murciélago avec une carrosserie de Diablo restylée.
Les modifications esthétiques concernent quelques éléments de carrosserie et les revêtements intérieurs. Le pare-chocs, les ailes avant et les prises d'air ont un nouveau dessin. L'adoption des trains roulants qui équiperont la Murciélago modifie les voies avant. Cela donne à la Diablo un air plus ramassé et participe à une meilleure tenue de cap à haute vitesse. L'instrumentation est retouchée ainsi que le levier de vitesses. Par contre, Audi choisit de remplacer le fameux moteur Lamborghini V12 par un moteur reconditionné de 6 litres de cylindrée, dérivé du moteur de la Diablo GT : le résultat ressenti est un moteur plus souple et homogène à bas régimes. De plus, les ingénieurs Audi veulent revoir la version quatre roues motrices en s'inspirant de leur Audi Quattro mais manquent alors d'expérience dans le domaine des supercars.
Sur demande, les clients pouvaient obtenir leur VT 6.0 en version propulsion, contrairement à la série limitée VT 6.0 SE qui était elle exclusivement proposée en transmission intégrale. 
La production cesse et la Diablo laisse sa place à la nouvelle Lamborghini Murciélago.

### Diablo Millenium Roadster (2000) et Diablo VT 6.0 Special Edition (2001)
Audi a d'abord décidé d'arrêter la production de la Diablo en fin d'année 2000. Cependant, le constructeur lance en 2001 deux éditions spéciales en séries limitées. La première, la Millennium Roadster, utilise la carrosserie du dernier modèle VT Roadster mais sans la traction intégrale ni les suspensions à gestion électronique. Disponible dans une seule teinte dénommée « Argent métallisé Millennium », c'est une version dépouillée du dernier modèle de série. Elle a été produite à 30 exemplaires.
Une seconde version spéciale de la Diablo 6.0 est proposée au public lors du salon de Genève 2001 : la VT 6.0 Special Edition est une réédition de la version redessinée par Audi en 2000. Les nouveautés mises en avant sont la peinture Oro Elios, une couleur or métallisé, ou Marrone Eklipsis, un marron sombre métallisé. Elle est construite à 42 exemplaires.

### Éditions spéciales (1991-2000)
Périodiquement, Lamborghini lance des versions exclusives, voire extrêmes, en édition très limitée de ses modèles et la Diablo n'y échappe pas. On trouve dans cette catégorie la série Alpine Edition qui dispose simplement d'une installation Hi-Fi Alpine, les VTR et VTR Roadster qui utilisent des composants de la SE 30, une variante de la SV sur le thème Victoria's Secret et produite sur mesure pour le milliardaire Malcolm Forbes, la Monterey Edition SV exclusivement pour le marché nord-américain et enfin, les versions Jota citées plus haut.

## Modèles de compétition

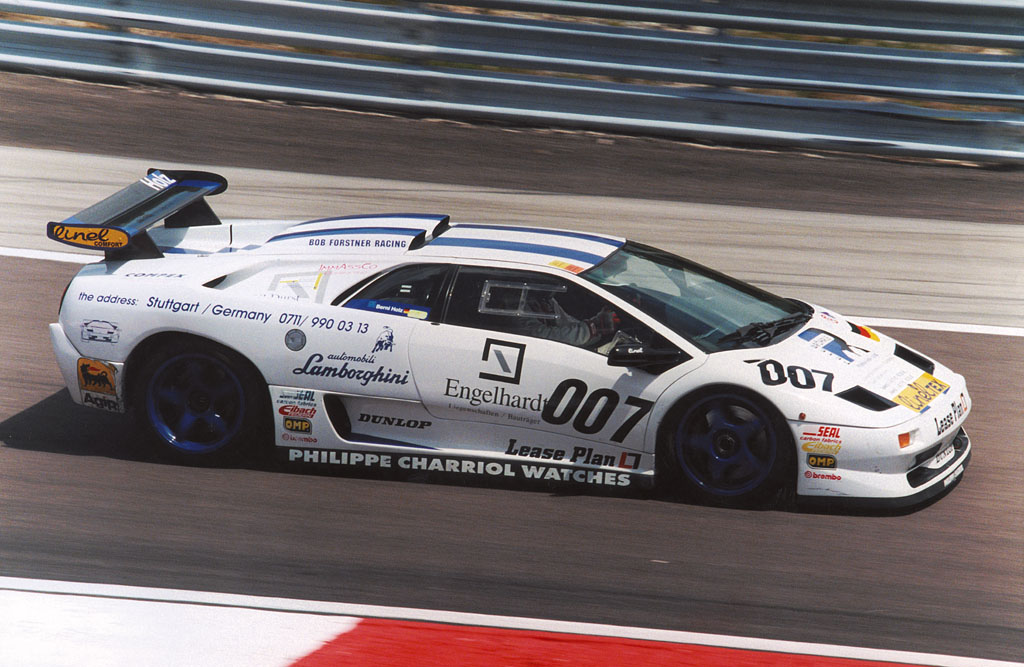
Une Diablo au SuperSport Trophy 1998.

Au cours de la longue carrière de la Diablo, plusieurs modèles spécialement destinés à la course furent fabriqués.
Il existe une première version conçue pour courir en catégorie GT1 aux 24 Heures du Mans, deux différentes versions pour la catégorie GT2, et des modèles de course appelés SV-R (à ne pas confondre avec le modèle de série SVR) et SVS.
- 1996 : Diablo SV-R, la Super Veloce en édition course, produite à 31 exemplaires, notamment engagée en SuperSport Trophy ;
- 1997 : Diablo Roadster R, construite en un seul exemplaire pour les États-Unis ;
- 1997-1998 : Diablo GT1, réalisée à deux exemplaires ;
- 1998 : Diablo GT2, un prototype d'usine pour la Diablo GTR ;
- 2000 : Diablo GTR, produite à trente exemplaires et présentée au salon de l'automobile de Bologne en 1999.

### Diablo Jota GT1 LM

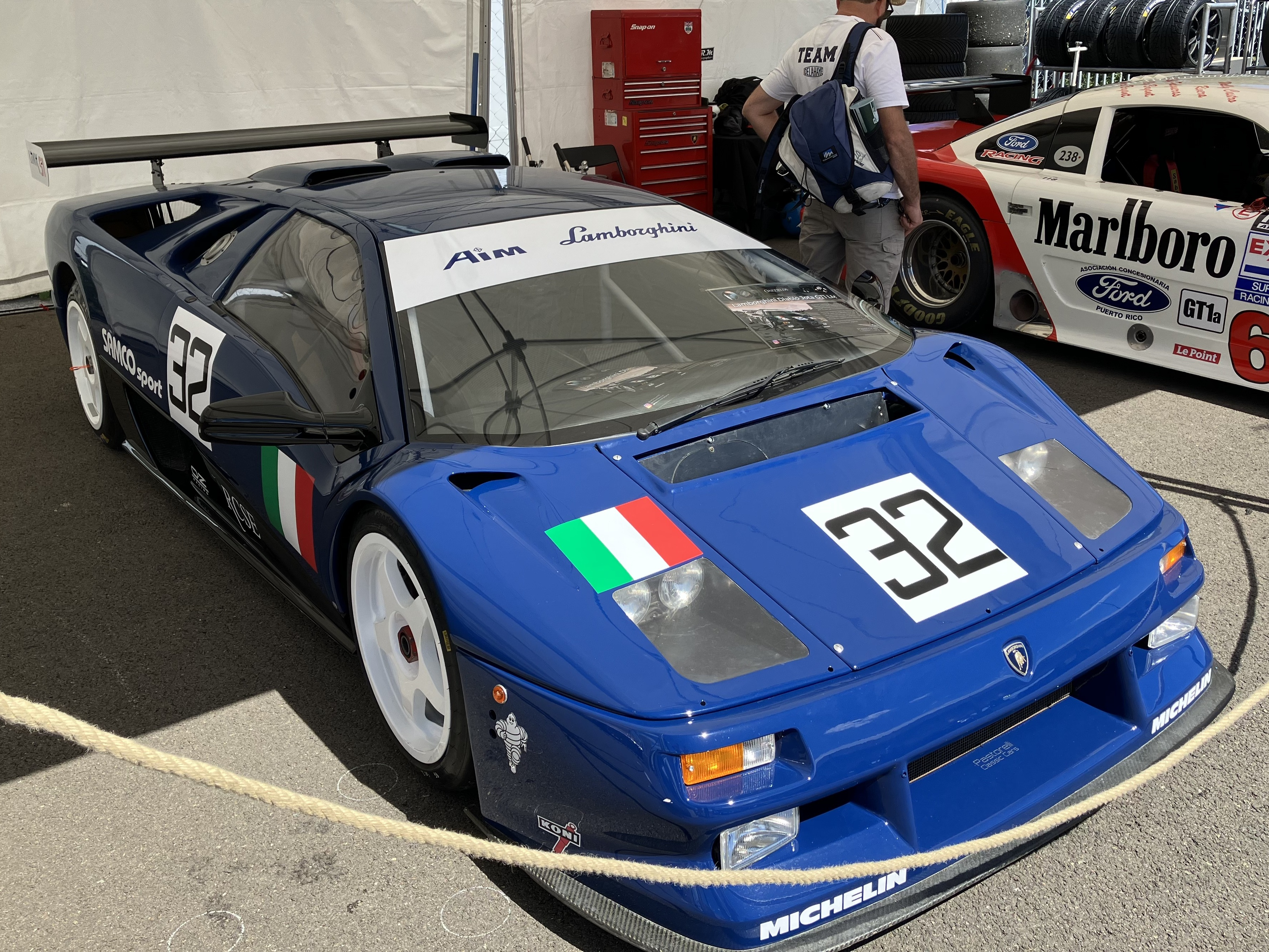
Diablo Jota GT1 LM à Le Mans Classic 2022.

Au début de l'année 1995, Lamborghini envisageait de participer à la catégorie GT1 des 24 Heures du Mans en engageant une Diablo dans la compétition. L'entreprise britannique Amos Racing fut chargée du développement du véhicule afin qu'il soit prêt pour la course de juin 1995.
L'écurie de Formule 1 Larrousse, alors sous contrat avec Lamborghini, réalisa les premiers essais et tests de mise au point pour le compte de Lamborghini et Amos Racing. Cependant, des désaccords entre l'usine et les sponsors ont conduit à l'abandon du projet, et la voiture ne participa finalement pas à la course,,.

### Diablo Jota JGTC
En 1995, pour participer à la toute nouvelle catégorie JGTC au Japon, le Japan Lamborghini Owners Club (JLOC) a commandé à Lamborghini deux Diablo aux spécifications de compétition, ainsi qu’au moins un modèle homologué pour la route à des fins d’homologation. Ces voitures ont été développées avec le soutien technique de Lamborghini Engineering et ont reçu l’appellation "Jota". Les trois exemplaires produits existent encore aujourd’hui au Japon.
Le premier modèle, la Jota PO.01, a effectivement couru dans la série JGTC lors des saisons 1995 et 1996. Il était équipé d’un moteur V12 de 5 707 cm³ (5,7 L) à carter sec, intégrant la technologie Multi Mode Engine Control (MMEC), développée lors de la saison de Formule 1 de 1991.
Le second modèle, la Jota PO.02, a également été développé en 1995 avec des spécifications adaptées aux courses d’endurance. Il a notamment participé aux 1000 km de Suzuka et devait initialement être engagé aux 24 Heures du Mans, mais pour des raisons inconnues, il n’a finalement pas pris part à la course.
Le troisième modèle, la Jota PO.03, est une version homologuée pour la route, spécialement produite pour répondre aux exigences d’homologation.

### Diablo GT1 Stradale
Suivant les traces de Porsche en 1996 avec la GT1, une voiture de course spécialement conçue qui a fait sensation dans le monde du sport automobile, Lamborghini a fait appel à Signes Advanced Technologies (SAT), une entreprise basée à Toulon, en France, spécialisée dans la fabrication de prototypes de voitures de course, pour développer une version de course de la Diablo afin de participer pour la deuxième fois à la catégorie GT1. L'entreprise devait concevoir un châssis entièrement nouveau en acier tubulaire, avec une carrosserie en fibre de carbone ne ressemblant que légèrement à la Diablo de route, tandis que Lamborghini fournirait le moteur et s'occuperait de l'homologation du projet.
Le moteur V12 de 5,7 L utilisé dans les variantes standards de la Diablo a été réalésé pour atteindre une cylindrée de 6,0 L, avec un système de gestion électronique du moteur reprogrammé. Ce nouveau moteur développait une puissance maximale de 655 ch à 7 500 tr/min et un couple de 687 N⋅m à 5 500 tr/min, transmettant sa puissance aux roues arrière via une boîte de vitesses manuelle séquentielle Hewland à 6 rapports. La voiture finie affichait un poids total de 1 050 kg, en faisant la version la plus légère de la Diablo jamais produite. Parmi les principales modifications de la carrosserie figuraient un spoiler avant très prononcé, des phares fixes et un aileron arrière réglable. Les parties avant et arrière de la voiture étaient entièrement amovibles pour faciliter l'accès à la mécanique. L'empattement et la longueur de la voiture avaient été augmentés par rapport à une Diablo standard afin d'améliorer les performances. De plus grandes prises d'air à l'arrière, des conduits NACA près des portes et des entrées d'air inspirées de la Diablo SV amélioraient le refroidissement du moteur. La voiture conservait les portes en élytre et les feux arrière du modèle de route, renforçant ainsi sa ressemblance avec la version homologuée pour la route. Parmi les autres caractéristiques figuraient un intérieur conçu spécialement pour la course, des vitres en plexiglas, des jantes OZ Racing de 18 pouces avec fixation centrale et un arceau de sécurité intégré.
La voiture a été présentée en 1997 à l'usine en présence de représentants de la FIA, qui l'ont approuvée et homologuée pour la course. Cependant, en raison de difficultés financières chez Lamborghini à l'époque, l'entreprise a été contrainte d'abandonner le projet. Deux exemplaires ont été construits : l'un destiné à la compétition et l'autre, une version homologuée pour la route, qui se distinguait par l'absence de l'aileron arrière. La version de course a été achetée par l'équipe japonaise JLOC, qui l'a engagée dans le championnat All Japan Grand Touring Car Championship (JGTC) de 1997 à 2000, avec un succès limité. De 2001 à 2003, la voiture a concouru sous l’appellation Diablo JGT-1, avec un châssis et une suspension retravaillés, ainsi que d'autres modifications apportées par JLOC pour répondre aux exigences du JGTC. Cependant, elle a continué à souffrir face aux concurrents soutenus par les usines en catégorie GT500, ce qui a conduit JLOC à retirer la voiture de la compétition en 2004. La version routière est restée en possession de SAT jusqu'à sa vente à Mistral Motors en Italie,.

### Diablo SV-R

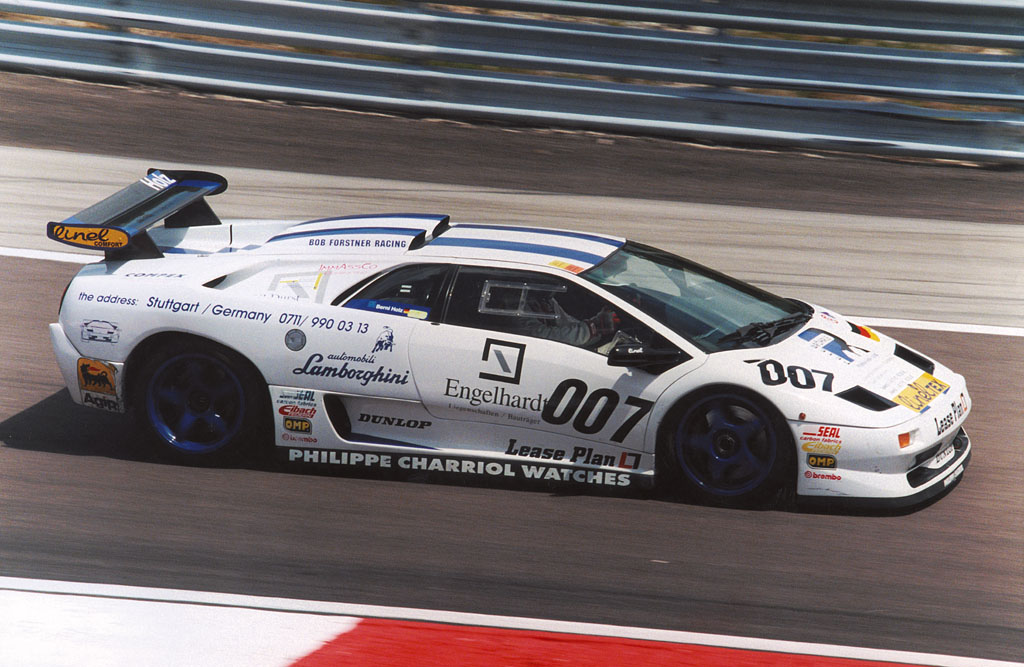
Lamborghini Diablo SV-R en compétition à l'événement Lamborghini "Supertrophy"

Dévoilée au salon de l'automobile de Genève en 1996, la Diablo SV-R est une version de compétition allégée de la Diablo SV et la première Lamborghini officiellement construite pour le sport automobile. Ferruccio Lamborghini n'avait jamais souhaité produire des « voitures de course homologuées pour la route » comme son rival Ferrari. Plutôt que de se conformer aux exigences d'un championnat existant, Lamborghini a créé son propre championnat monomarque, le Lamborghini Supertrophy, qui a duré quatre ans avant d'être remplacé par le GTR Supertrophy pour la Diablo GTR. La première course de ce championnat a eu lieu en tant qu'épreuve de soutien aux 24 Heures du Mans 1996, avec 28 Diablo SV-R engagées. Ces voitures, fabriquées en seulement quatre mois sur la même ligne d’assemblage que les SV de série, ont toutes terminé cette première course sans problème majeur.
La Diablo SV-R bénéficiait d'un intérieur dépouillé avec un arceau de sécurité, des sièges de course et un volant amovible. Les vitres électriques en verre ont été remplacées par du Plexiglas fixe avec des sections coulissantes typiques des voitures de course. À l'extérieur, les phares escamotables électriques ont été remplacés soit par des unités fixes (similaires à celles qui apparaîtront plus tard sur les modèles de route en 1999), soit par des prises d'air pour le refroidissement des freins avant. Un spoiler avant plus large et plus profond a été installé, tandis que le pare-chocs arrière a été remplacé par un diffuseur. L’aileron arrière standard a été remplacé par un modèle réglable en fibre de carbone. Des jupes latérales ont été ajoutées pour améliorer l’aérodynamisme, réduisant toutefois tellement la garde au sol qu’il a fallu installer des vérins pneumatiques pour lever la voiture lors des arrêts au stand.
La voiture était équipée de jantes creuses monobloc à fixation centrale fournies par OZ Racing, qui ont ensuite été remplacées par des modèles plus robustes de Speedline. La suspension utilisait des ressorts à taux linéaire combinés à des amortisseurs Koni, réglés pour être environ deux fois plus rigides que ceux de la Diablo SV standard. Grâce à ces modifications, la SV-R pesait 1 385 kg, soit 191 kg de moins que la version SV de série.
Sous le capot moteur, le V12 de 5,7 litres d'origine a été retravaillé pour atteindre 540 ch et 598 N⋅m de couple, grâce à un système d'alimentation en carburant modifié et un calage variable des soupapes, technologie qui sera plus tard intégrée aux modèles de production. Le moteur était couplé à une boîte manuelle à 6 rapports.
Chaque Diablo SV-R vendue était accompagnée d’un support technique d’une saison fourni par l’usine ainsi que d'une inscription au championnat monomarque Lamborghini. L'entretien et les réparations étaient entièrement assurés par Lamborghini.

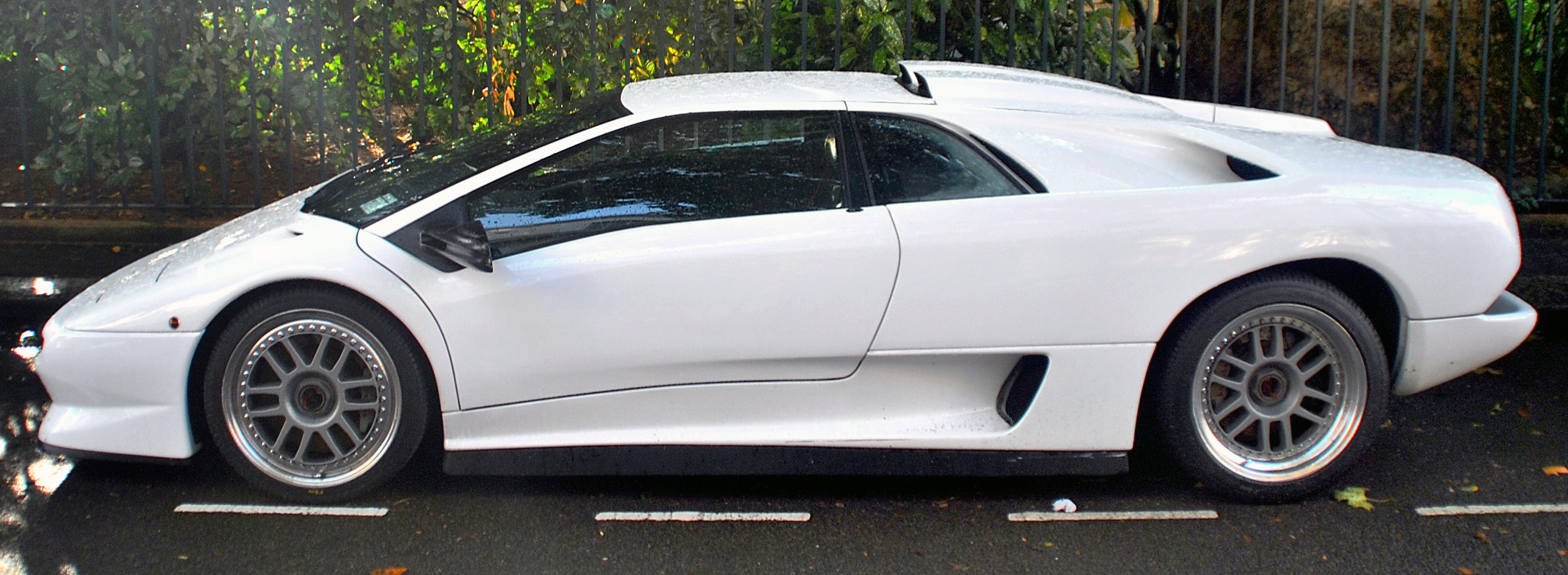
Une Lamborghini Diablo SV-R convertie pour une homologation sur route.

Le premier champion de la série fut Thomas Bscher, un habitué du championnat BPR, qui s'impliqua plus tard dans la gestion de la marque. Au total, 31 exemplaires de la Diablo SV-R ont été produits. Seules quelques voitures ont été modifiées pour un usage routier, dont une aux États-Unis qui a reçu une face avant de Diablo VT 6.0 et a été peinte aux couleurs du drapeau américain,.